# Ифеани Оњило
Ифеани Оњило (Енугу, 31. октобар 1990) нигеријски је фудбалер који игра на позицији нападача. 

## Клупска каријера
Оњило је 2008. дошао у Србију и потписао за Јавор. Током своје прве сезоне био је на позајмици у Слоги из Пожеге. Од 2009. је био у првом тиму Јавора. У првој утакмици сезоне 2013/14, одиграној 13. августа, Јавор је савладао Црвену звезду са 4 : 2 а Оњило је постигао гол и био један од најзапаженијих играча на терену. Два дана након меча Оњило је потписао четворогодишњи уговор са Црвеном звездом.

## Успеси
Црвена звезда
- Суперлига Србије: 2013/14.[4]

Ермис Арадипу
- Суперкуп Кипра: 2014.[4]